# Mycalesis anaxioides
Mycalesis anaxioides är en fjärilsart som beskrevs av Marshall och De Nicéville 1883. Mycalesis anaxioides ingår i släktet Mycalesis och familjen praktfjärilar. Inga underarter finns listade i Catalogue of Life.